# Bitye
Bitye (ou Bitje, Bitya) est un village de la commune de Meyomessala, dans le département du Dja-et-Lobo et la région du Sud, au Cameroun, situé sur la route qui relie Sangmélima à Ndjikom.

## Population
En 1962, on dénombrait 456 et 231 personnes à la plantation Collinet, principalement des Boulou Yemessoé. À cette date, la localité disposait d'un marché mensuel, d'un dispensaire catholique et d'une école catholique à cycle incomplet. Lors du recensement de 2005, Bitye comptait 755 habitants.